# 1926
- Wikisource

| Calendário gregoriano                                                        | 1926 MCMXXVI                         |
| Ab urbe condita                                                              | 2679                                 |
| Calendário arménio                                                           | 1375 – 1376                          |
| Calendário bahá'í                                                            | 82 – 83                              |
| Calendário budista                                                           | 2470                                 |
| Calendário chinês                                                            | 4622 – 4623 Início a 13 de fevereiro |
| Calendário copta                                                             | 1642 – 1643                          |
| Calendário etíope                                                            | 1918 – 1919                          |
| Calendários hindus - Vikram Samvat - Calendário nacional indiano - Cáli Iuga | 1981 – 1982 1847 – 1848 5026 – 5027  |
| Calendário Holoceno                                                          | 11926                                |
| Calendário islâmico                                                          | 1345 – 1346                          |
| Calendário judaico                                                           | 5686 – 5687 Início a 9 de setembro   |
| Calendário persa                                                             | 1304 – 1305 Início a 22 de março     |
| Calendário rúnico                                                            | 2176                                 |
| Calendário solar tailandês                                                   | 2469                                 |

1926 (MCMXXVI, na numeração romana) foi um ano comum do século XX do actual calendário gregoriano, da Era de Cristo, e a sua letra dominical foi C, teve 52 semanas, início a uma sexta-feira e terminou também a uma sexta-feira.
| Ano completo                       |
| ---------------------------------- |
| Ano comum com início à sexta-feira |

## Eventos
- 6 de maio - Supremo Tribunal Federal do Brasil decide que casais homossexuais também podem firmar contratos de união estável assim como casais heterossexuais.
- 13 de maio - Inaugurada a Ponte Hercílio Luz na cidade de Florianópolis, Santa Catarina, Brasil.

## Nascimentos
- 2 de fevereiro - Valéry Giscard d'Estaing, presidente da França de 1974 a 1981 (m. 2020).

- 2 de março - Murray N. Rothbard, economista, historiador e filósofo norte-americano (m. 1995).
- 16 de março - Jerry Lewis, ator, roteirista, diretor, produtor, cantor e filantropo americano. (m.2017).

- 21 de abril - Rainha Isabel II do Reino Unido, monarca e chefe de Estado do Reino Unido da Grã-Bretanha e Irlanda do Norte, (m. 2022)

- 3 de maio - Milton Santos, geógrafo, escritor, jornalista, advogado, professor e cientista brasileiro. (m. 2001)
- 8 de maio - David Attenborough, naturalista e apresentador britânico.
- 10 de maio - Hugo Banzer, militar e presidente da Bolívia de 1971 a 1978 e de 1997 a 2001 (m. 2002).[1]

- 1 de junho - Marilyn Monroe, atriz estadunidense (m. 1962).
- 21 de junho - Oswaldo Wolff Dick, médico brasileiro (m. 2022).
- 30 de junho - Paul Berg, químico estadunidense.

- 3 de julho - José Adauto Bezerra (m. 2021) e seu irmão gêmeo Francisco Humberto Bezerra (m. 2020), militares, políticos e empresários brasileiros.
- 12 de julho - Siti Hasmah Mohamad Ali, esposa do primeiro-ministro da Malásia Mahathir bin Mohamad.
- 15 de julho - Leopoldo Galtieri, general, ditador e presidente da Argentina de 1981 a 1982 (m. 2003).

- 13 de agosto - Fidel Castro, primeiro-ministro e posteriormente presidente de Cuba (m. 2016).
- 17 de agosto - Jiang Zemin, presidente da República Popular da China de 1993 a 2003 (m. 2022).

- 8 de novembro - Alfredo Oscar Saint-Jean, militar e presidente da Argentina em 1982 (m. 1987).
- 25 de novembro - Terry Kilburn, ator britânico.

- 27 de dezembro - Rodrigo Carazo Odio, presidente da Costa Rica (m. 2009).

## Mortes
- 8 de julho - Sudre Dartiguenave, presidente do Haiti de 1915 a 1922 (n. 1862).
- 23 de agosto - Rodolfo Valentino, ator italiano (n. 1895).
- 31 de outubro - Harry Houdini, ilusionista do Império Austro-Húngaro atual Hungria (n. 1874)

## Prémio Nobel
- Física - Jean Baptiste Perrin.[2]
- Química - Theodor Svedberg.[3]
- Literatura - Grazia Deledda.[4]
- Paz - Aristide Briand, Gustav Stresemann.[5]
- Medicina - Johannes Fibiger.[6]

## Por tema
- 1926 na arte
- 1926 no Brasil
- 1926 na ciência
- 1926 no cinema
- Desastres em 1926
- 1926 no desporto
- Divisões administrativas em 1926
- 1926 no jornalismo
- 1926 na literatura
- 1926 na música
- 1926 na política
- 1926 no teatro
- 1926 na televisão